# الملخص الزمني للألعاب الأولمبية الصيفية 2024
هذا ملخص زمني للأحداث الكبرى لدورة الألعاب الأولمبية الصيفية 2024 في باريس وأماكن أخرى في العاصمة الفرنسية، بالإضافة إلى موقع فرعي واحد في تاهيتي في دولة بولينيزيا الفرنسية الخارجية. بدأت المنافسة في 24 يوليو مع أولى المباريات في مراحل المجموعات لبطولتي كرة القدم والسباعيات للرجبي. واقيم حفل الافتتاح في 26 يوليو. ومن المقرر أن يقام اليوم الأخير من المنافسة والحفل الختامي في 11 أغسطس. 
ستتضمن الألعاب 329 حدثًا في 32 رياضة مختلفة. ظهرت رياضة الرقص البهلواني لأول مرة كحدث أولمبي. 

## التقويم
ومن المقرر أن تبدأ المسابقة قبل يومين من حفل الافتتاح في 26 يوليو، وتنتهي في 11 أغسطس 2024.  يمكن أن يتغير الجدول الزمني الدقيق حتى نهاية المباريات.
تستخدم جميع الأوقات والتواريخ التوقيت الصيفي لوسط أوروبا ( UTC+2 )

## جدول الميداليات
*   الدولة المضيفة (فرنسا)

## ملخصات يومية

### اليوم (-2) – الأربعاء 24 يوليو
كرة القدم
- اليوم الأول من مباريات دور المجموعات لبطولة الرجال .

سباعيات الرجبي
- اليوم الأول من مباريات مرحلة المجموعات لبطولة الرجال .

### اليوم (-1) — الخميس 25 يوليو
النبالة
- جولات الترتيب لكل من الأحداث الفردية للرجال والسيدات .

كرة القدم
- أولى مباريات دور المجموعات لبطولة السيدات .

كرة اليد
- أولى مباريات دور المجموعات لبطولة السيدات .

سباعيات الرجبي
- اليوم الثاني والأخير لمباريات مرحلة المجموعات، واليوم الأول لتحديد المباريات، والدور ربع النهائي لبطولة الرجال .

### اليوم 0 - الجمعة 26 يوليو
حفل الافتتاح
- أقيم حفل الافتتاح خارج الملعب وذلك لأول مرة، حيث كان عرض موكب الوفود من خلال موكب للقوارب على طول نهر السين من بونت دوسترليتز إلى جسر دينا ، أما البروتوكول الرسمي لحفل الافتتاح فقد عقد في Place du Trocadéro في "ملعب صغير" مؤقت. كان طول طريق العرض بحدود 6-كيلومتر (3.7-ميل). [4] [5]

### اليوم الأول - السبت 27 يوليو
| ركوب الدراجات  | اختبار وقت الطريق للرجال             |
| ركوب الدراجات  | محاكمة وقت الطريق للسيدات            |
| الغوص          | الوثب المتزامن 3 م سيدات             |
| سياج           | صابر الرجال                          |
| سياج           | سيفيه للسيدات                        |
| الجودو         | رجال 60 كجم                          |
| الجودو         | سيدات 48 كجم                         |
| سباعيات الرجبي | مِلك الرجال                           |
| اطلاق الرصاص   | فريق البندقية الهوائية 10م مختلط     |
| التزلج         | شارع الرجال                          |
| سباحة          | - سباق 400 متر حرة رجال              |
| سباحة          | - سباق التتابع الحر 4 × 100 متر رجال |
| سباحة          | - 400 متر حرة سيدات                  |
| سباحة          | - سباق التتابع الحر 4 × 100 م سيدات  |

### اليوم الثاني - الأحد 28 يوليو
| الرماية          | فريق السيدات               |
| التجديف بالقوارب | سيدات ك-1                  |
| ركوب الدراجات    | اختراق الضاحية للسيدات     |
| سياج             | سيفيه للرجال               |
| سياج             | احباط المرأة               |
| الجودو           | رجال 66 كجم                |
| الجودو           | سيدات 52 كجم               |
| اطلاق الرصاص     | مسدس هوائي 10 متر رجال     |
| اطلاق الرصاص     | مسدس هوائي 10 متر سيدات    |
| التزلج           | شارع النساء                |
| سباحة            | - سباحة الصدر 100 متر رجال |
| سباحة            | 400 متر فردي متنوع رجال    |
| سباحة            | - 100 متر فراشة سيدات      |

### اليوم الثالث - الاثنين 29 يوليو
| الرماية          | فريق الرجال                     |
| التجديف بالقوارب | رجال سي-1                       |
| ركوب الدراجات    | اختراق الضاحية للرجال           |
| الغوص            | منصة متزامنة 10 م رجال          |
| الفروسية         | القفز الفردي                    |
| الفروسية         | قفز الفريق                      |
| سياج             | احباط الرجال                    |
| سياج             | صابر المرأة                     |
| رياضة بدنية      | فريق الرجال في كل مكان          |
| الجودو           | رجال 73 كجم                     |
| الجودو           | سيدات 57 كجم                    |
| اطلاق الرصاص     | البندقية الهوائية 10 متر رجال   |
| اطلاق الرصاص     | البندقية الهوائية 10 متر سيدات  |
| سباحة            | - سباق 100 متر ظهر رجال         |
| سباحة            | - 200 متر حرة رجال              |
| سباحة            | - سباحة الصدر 100 م سيدات       |
| سباحة            | - 200 متر حرة سيدات             |
| سباحة            | - سباق 400 متر فردي متنوع سيدات |

### اليوم الرابع - الثلاثاء 30 يوليو
| سياج           | فريق الإيبيه للسيدات                 |
| رياضة بدنية    | فريق السيدات في كل مكان              |
| الجودو         | رجال 81 كجم                          |
| الجودو         | سيدات 63 كجم                         |
| سباعيات الرجبي | للنساء                               |
| اطلاق الرصاص   | مصيدة الرجال                         |
| اطلاق الرصاص   | فريق المسدس الهوائي 10م مختلط        |
| سباحة          | - سباق التتابع الحر 4 × 200 متر رجال |
| سباحة          | - 800 متر حرة رجال                   |
| سباحة          | - 100 متر ظهر سيدات                  |
| تنس طاولة      | الزوجي المختلط                       |
| الترياتلون     | مِلك الرجال                           |

### اليوم السادس - الخميس 1 أغسطس
| ألعاب القوى      | - سباق 20 كم مشي للرجال             |
| ألعاب القوى      | - مسافة 20 كم مشي للسيدات           |
| التجديف بالقوارب | رجال ك-1                            |
| سياج             | احباط فريق السيدات                  |
| رياضة بدنية      | فردي سيدات في كل مكان               |
| الجودو           | رجال 100 كجم                        |
| الجودو           | سيدات 78 كجم                        |
| تجديف            | زوارق التجديف المزدوجة رجال         |
| تجديف            | الرجال coxless أربعة                |
| تجديف            | زوارق التجديف المزدوجة سيدات        |
| تجديف            | المرأة coxless أربعة                |
| الإبحار          | 49er                                |
| الإبحار          | 49er فكس                            |
| اطلاق الرصاص     | البندقية 50م 3 أوضاع رجال           |
| سباحة            | - سباق 200 متر ظهر رجال             |
| سباحة            | - سباحة الصدر 200 م سيدات           |
| سباحة            | - 200 متر فراشة سيدات               |
| سباحة            | - سباق التتابع الحر 4 × 200 م سيدات |

### اليوم التاسع - الأحد 4 أغسطس
| الرماية       | فردي الرجال                            |
| ألعاب القوى   | 100 م رجال                             |
| ألعاب القوى   | رمي المطرقة للرجال                     |
| ألعاب القوى   | الوثب العالي للسيدات                   |
| تنس الريشة    | زوجي الرجال                            |
| ركوب الدراجات | سباق الطريق للسيدات                    |
| الفروسية      | الترويض الفردي                         |
| سياج          | احباط فريق الرجال                      |
| الجولف        | مِلك الرجال                             |
| رياضة بدنية   | خواتم رجالية                           |
| رياضة بدنية   | قبو الرجال                             |
| رياضة بدنية   | قضبان النساء غير المستوية              |
| اطلاق الرصاص  | السكيت النساء                          |
| سباحة         | - 1500 متر حرة رجال                    |
| سباحة         | - 50 متر حرة سيدات                     |
| سباحة         | - سباق التتابع الحر 4 × 100 متر رجال   |
| سباحة         | - سباق التتابع المتنوع 4 × 100 م سيدات |
| تنس طاولة     | فردي الرجال                            |
| تنس           | فردي الرجال                            |
| تنس           | زوجي السيدات                           |

### اليوم السادس عشر - الأحد 11 أغسطس
الحفل الختامي
- ومن المقرر أن يقام الحفل الختامي في ملعب فرنسا . وسيتضمن تسليم العلم الأولمبي التقليدي إلى لوس أنجلوس ، الولايات المتحدة، المدينة المضيفة لدورة الألعاب الأولمبية الصيفية المقبلة في عام 2028. [6]

| ألعاب القوى    | ماراثون السيدات               |
| كرة سلة        | للنساء                        |
| ركوب الدراجات  | كيرين الرجال                  |
| ركوب الدراجات  | أومنيوم المرأة                |
| ركوب الدراجات  | سباق السرعة للسيدات           |
| كرة اليد       | مِلك الرجال                    |
| الخماسي الحديث | للنساء                        |
| الكرة الطائرة  | بطولة السيدات                 |
| كرة الماء      | مِلك الرجال                    |
| رفع الاثقال    | وزن +81 كجم سيدات             |
| مصارعة         | حرة رجال 65 كجم               |
| مصارعة         | - السباحة الحرة للرجال 97 كجم |
| مصارعة         | حرة سيدات 76 كجم              |

## روابط خارجية
- باريس 2024

قالب:Chronological summaries of the Olympics